# Lumbrineris macquariensis
Lumbrineris macquariensis är en ringmaskart som beskrevs av Benham 1921. Lumbrineris macquariensis ingår i släktet Lumbrineris och familjen Lumbrineridae. Inga underarter finns listade i Catalogue of Life.